# Вохтома (приток Неи)
Вохтома — река в Костромской области России, протекает по территории Парфеньевского района. Устье реки находится в 134 км от устья Неи по левому берегу. Длина реки составляет 79 км, площадь водосборного бассейна — 831 км².
Название происходит от фин.-уг. ohta — «волок», либо от фин. ohto, эрз. овто — медведь. Вторая часть — -ома — означает «река», либо просто суффикс.

## Притоки
По порядку от устья:
- 26 км: река Илезем (лв)
- 31 км: река Песома (лв)
- 32 км: река Сибол (лв)
- 37 км: река Вочема (пр)[4]
- 41 км: река Волма (лв)
- 43 км: река Соег (пр)
- 52 км: река Пенка (лв)
- река Шелковка (лв)[4]
- 58 км: река Меленка (лв)
- река Аскиш (пр)[4]

## Данные водного реестра
По данным государственного водного реестра России относится к Верхневолжскому бассейновому округу, водохозяйственный участок реки — Унжа от истока и до устья, речной подбассейн реки — Бассей притоков Волги ниже Рыбинского водохранилища до впадения Оки. Речной бассейн реки — (Верхняя) Волга до Куйбышевского водохранилища (без бассейна Оки).
Код объекта в государственном водном реестре — 08010300312110000016232.